# Alessandro Giustiniani
Alessandro Giustiniani (Genova, 3 febbraio 1778 – Genova, 11 ottobre 1843) è stato un cardinale e arcivescovo cattolico italiano.
Fu nominato cardinale della Chiesa cattolica da papa Gregorio XVI.

## Biografia
Nacque a Genova il 3 febbraio 1778 da Saverio Giustiniani (1744-1826), del ramo Recanelli, e Anna Oberti.
Papa Gregorio XVI lo elevò al rango di cardinale nel concistoro del 2 luglio 1832.
Morì l'11 ottobre 1843 all'età di 65 anni.

## Genealogia episcopale e successione apostolica
La genealogia episcopale è:
- Cardinale Scipione Rebiba
- Cardinale Giulio Antonio Santori
- Cardinale Girolamo Bernerio, O.P.
- Arcivescovo Galeazzo Sanvitale
- Cardinale Ludovico Ludovisi
- Cardinale Luigi Caetani
- Cardinale Ulderico Carpegna
- Cardinale Paluzzo Paluzzi Altieri degli Albertoni
- Papa Benedetto XIII
- Papa Benedetto XIV
- Papa Clemente XIII
- Cardinale Marcantonio Colonna
- Cardinale Giacinto Sigismondo Gerdil, B.
- Cardinale Giulio Maria della Somaglia
- Cardinale Alessandro Giustiniani

La successione apostolica è:
- Vescovo Giuseppe Maria Pezzella, O.S.A. (1823)
- Vescovo Domenico Orlando, O.F.M.Conv. (1823)
- Arcivescovo Fortunato de São Boaventura, O.Cist. (1832)
- Vescovo José António da Silva Rebelo, C.M. (1832)